# سجل فهرس

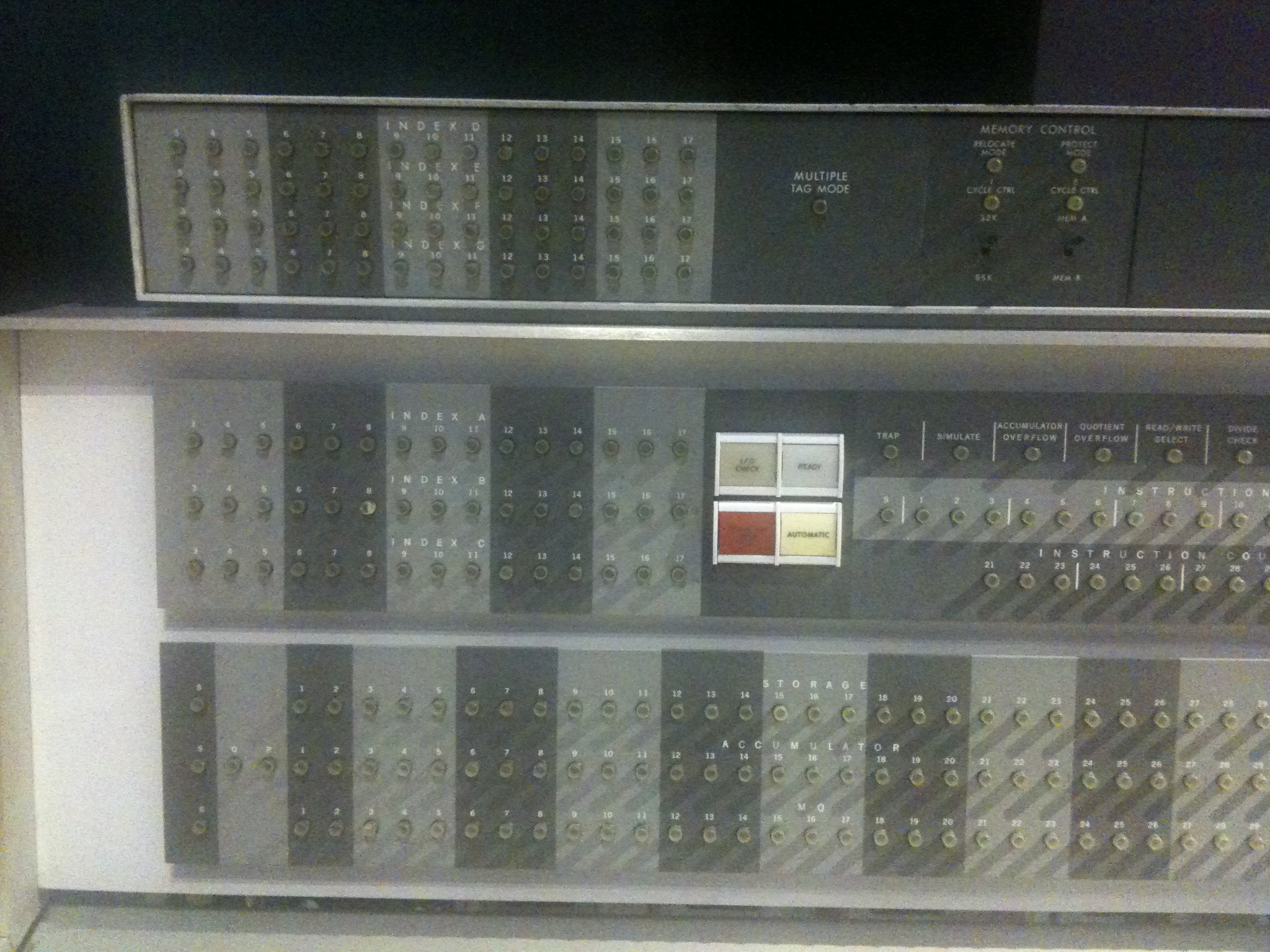
عرض لمسجلات الفهرس في حاسوب IBM 7094 في أوائل السيتينات.

مسجل الفهرس (بالإنجليزية: Index Register)‏ في معالج الحاسوب، هو أحد مسجلات وحدة المعالجة المركزية، تضاف القيمة الموجودة في هذا المسجل إلى قيمة عنوان غير مباشر مضمن في التعليمة نفسها ويكون الناتج هو العنوان الفعال effective address للبيانات. ويستعان بمسجل الفهرسة عادة عند أداء العمليات التي تتعلق بالصفائف Arrays والمتجهات Vectors.
قد يكون مسجل الفهرسة مسجلًا مخصصًّا في وحدة المعالجة المركزية أو مسجلًا موجودًا في ملف المسجلات Register file.
حاسوب مانشستر مارك 1 البريطاني، المنتج في 1949، كان أول حاسوب يُستخدم فيه مسجل الفهرس. وأصبح مسجل الفهرس عنصرًا قياسيًّا في الجيل الثاني من الحواسيب، في الفترة ما بين 1954 و1966.

## استشهادات
1. ↑  محمد الشريف. موسوعة مصطلحات الكومبيوتر (ط. الثانية). المكتبة الأكاديمية. ص. 264.
2. ↑  م. موريس مانو؛ شارلز ر. كيم؛ توم مارتن. أساسيات تصميم المنطق والحاسب. دار جامعة الملك سعود للنشر. ص. 685.